# Zsohovszky Piroska
Zsohovszky Piroska, Vörös Lászlóné (Nagykovácsi, 1953. február 25. –) hegymászó, könyvelő. Az első magyar női hegymászó, aki 7000 méter felett járt. Férje Vörös László hegymászó, ipari alpinista.

## Élete
1953. február 25-én Nagykovácsin született, Zsohovszky Ferenc és Kund Irma gyermekeként. 1971-ben érettségizett a Hámán Kató Közgazdasági Szakközépiskolában. 1976-ban folyamatszervezői képesítést szerzett a SZÁMALK-on.
Fontosabb mászásai
- Dzsantugán Tyju-Tyju basi keresztezés (1983)
- Elbrusz Nyugati csúcs 5642 m Kaukázus (1983)
- Pik Korzenyevszkoj 6000 m-ig Pamír (1984)
- Lenin-csúcs 7134 m Pamír (1985)
- Fehér-Cordillerák Nevada Pisco Andok, Peru 5791 m (1986)